# Dolmar

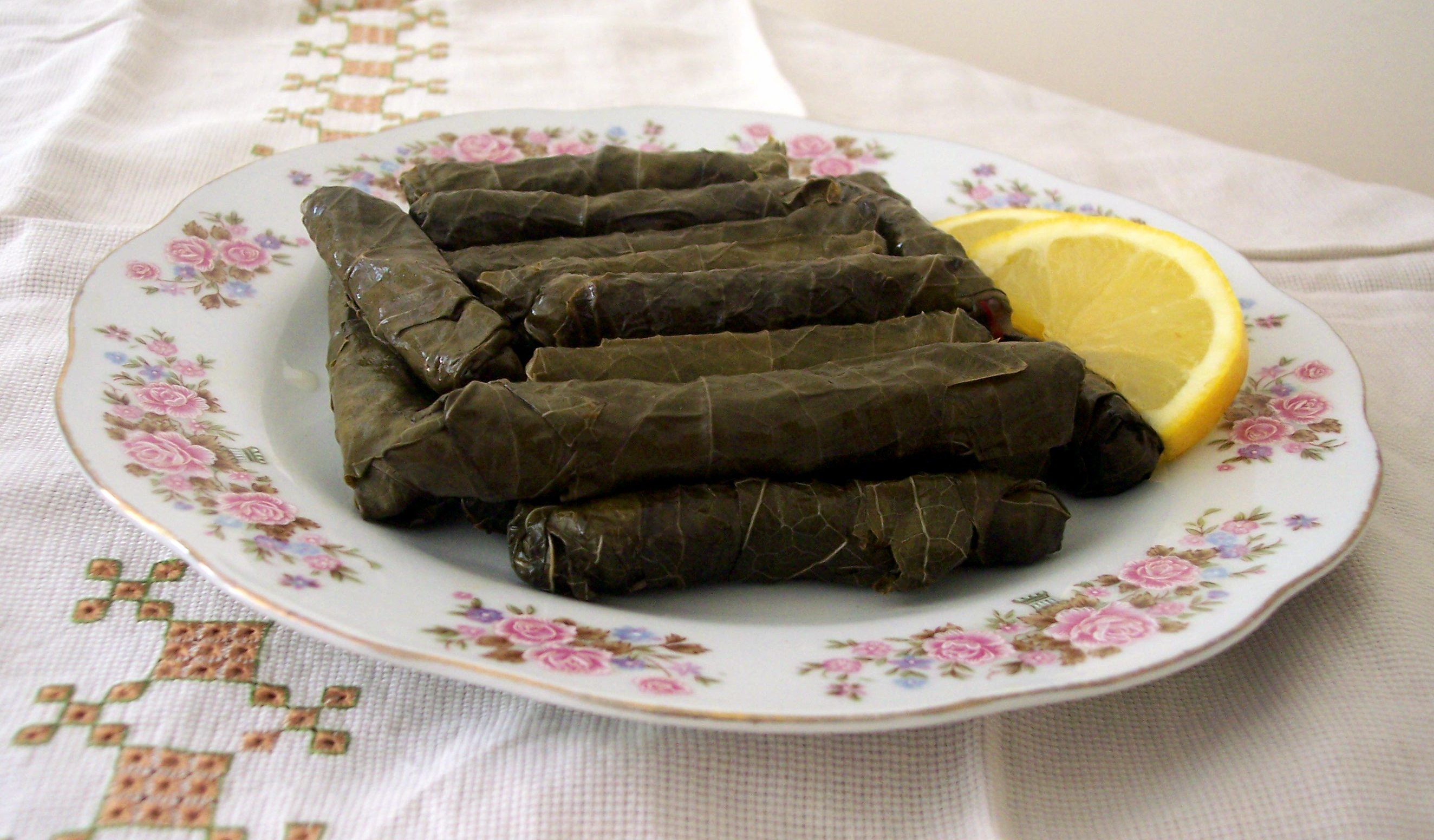
Detta är turkiska dolmar, yaprak, som är gjorda av vinblad.

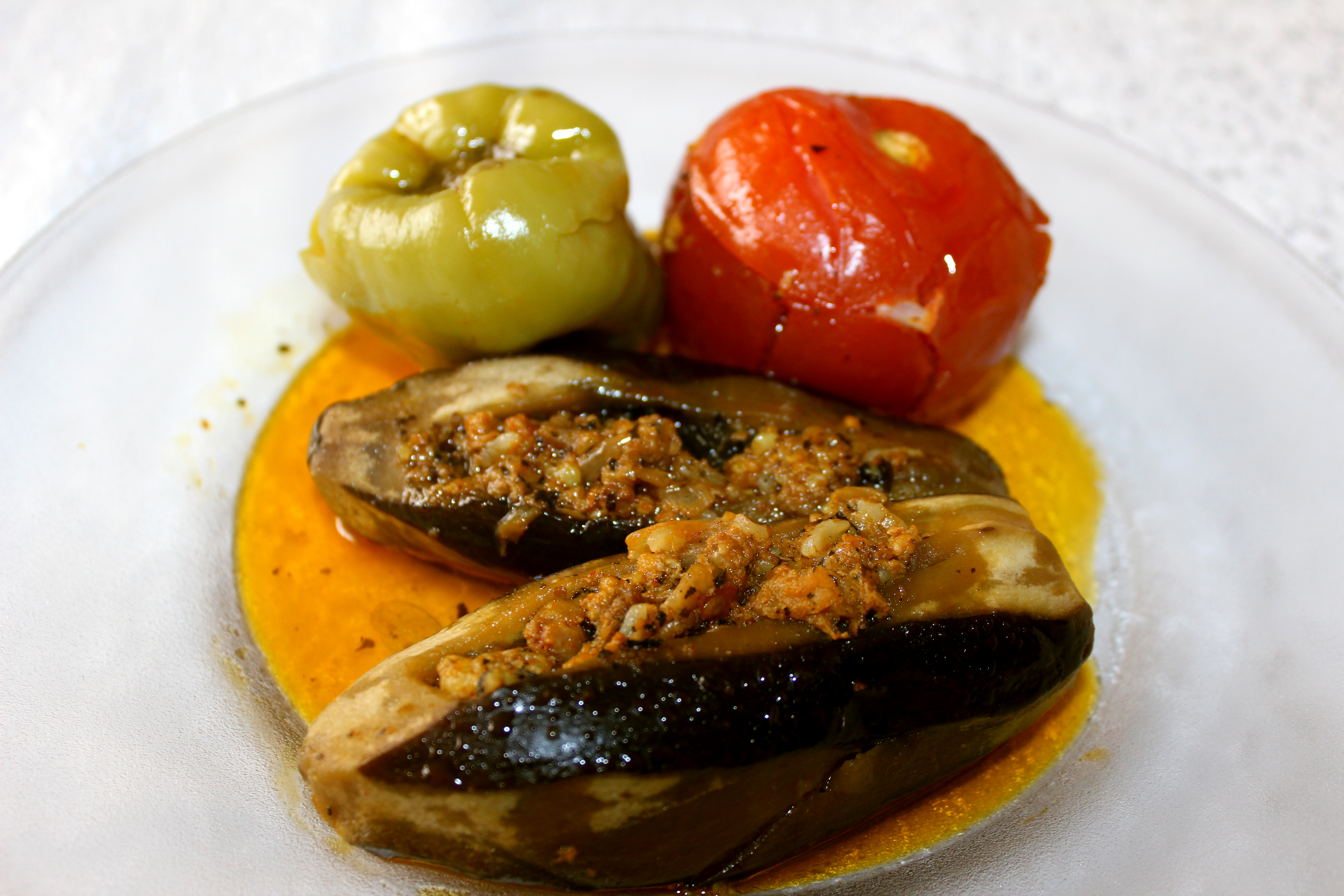
Azerbajdjansk dolma (Tre Systrar) består av fyllda auberginer, tomater och paprikor. Denna maträtten kallas också grönsaksdolma eller aubergindolma.

Dolmar (turkiska dolma ’fyllning’) är ett samlingsnamn för en hel serie av maträtter där den gemensamma nämnaren är den i grönsaker inslagna fyllningen, som består av ris och köttfärs, med varianter av kryddörter, gula linser med mera. Varianter av dolmar kan vara gjorda på till exempel vinblad, kålblad, fyllda tomater, auberginer, zucchini, lök och paprika. De olika typerna av dolme tillagas också på liknande sätt, det vill säga genom att de först steks, och därefter kokas.
Dolmar är husmanskost i Mellanöstern där det serveras sallad eller yoghurt till. Dolmar är i Sverige vanligt i form av kåldolmar, som troligen kommit till Sverige genom kung Karl XII (1682-1718) och hans soldater som i så fall tog med receptet hem efter de hade smakat dolmar i Osmanska riket.
Rätten förekommer också snarlikt det svenska receptet i sydtysk husmanskost, även där serverad med potatis och lingonsylt, benämnda Bayrische Krautwickerl eller Kohlroulade. 
Kåldolmar förekommer även på samma sätt i Finland,  och i Norge, där de kallas kålrouletter.

## Sarma
Sarma är en vanligt förekommande rätt i länderna på Balkan. Ursprungligen kommer den från Turkiet, och namnet härstammar av ordet Sarma som betyder att rulla på turkiska. Rätten består av köttfärs inrullad i surkålsblad. De berömda surkålskåldolmarna är idag en uppskattad maträtt i stora delar av (främst) centrala och östra  Europa, bland annat Österrike och Tyskland. Ofta serveras sarma tillsammans med fläsk och extra surkål.

## Vinbladsdolmar
Vinbladsdolmar (eller vindolmar) är en maträtt som oftast äts som tillbehör till andra maträtter eller som plockmat i meze. Vindolmar tillagas framför allt av ris, köttfärs (ofta lammfärs), vinblad, lök, örter, olivolja och citronsaft.